# 松島 (佐賀県)

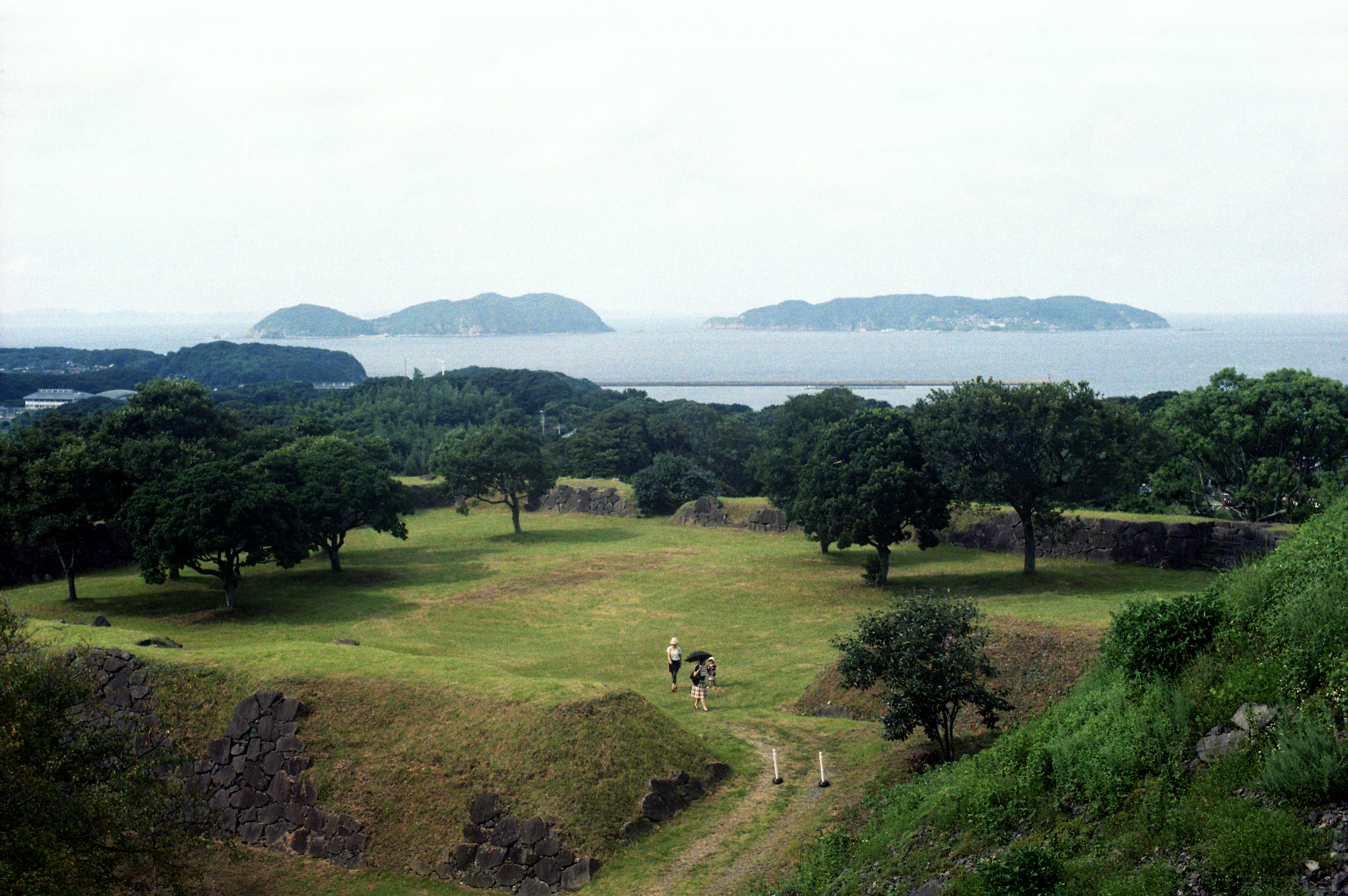
名護屋城跡から見た松島（左）と馬渡島（右）

松島（まつしま）は、東松浦半島最北端の波戸岬から約4km北の玄界灘にある島。佐賀県唐津市に属し、大字は唐津市鎮西町松島。

## 地理
ひょうたんのような形をした島である。約1km東には加唐島がある。

## 概要
- 面積 - 約0.63km2
- 人口 - 50人（2022年1月）。

島の南部に松島漁港があり、呼子港からの渡船が発着する。
長く無人島だったが、江戸時代末期の安政年間に加唐島住民であった宗貞八が松島を譲り受け、娘のウメと松島の開拓を始めた。
当時、長崎の黒島からイカ釣りに来ていた福蔵を養子に迎えた。その後、福蔵は黒島から仲間を呼び寄せ島の基礎を作った。黒島は潜伏キリシタンの島だったため、現在の松島住民もすべてがカトリックの信徒で、カトリック松島教会が漁港のすぐ前にある。
潜伏キリシタンの集落にしばしば見られる習俗で、男性が素潜りでウニ・アワビを採る海士漁で知られる。近年は島の魚介類を使用した予約制のイタリア料理店が好評を得ており、島で暮らす若者が増える傾向にある。2023年9月17日、TV番組の『離島で発見!ラストファミリー』で島が紹介された。近年、グランピング施設が出来ている。

## 交通
唐津市の呼子港から渡船「新栄」が就航しており所要時間は約15分である。

## 施設

### 教育
- 唐津市立加唐小学校松島分校（2013年（平成25年）4月より休校中）
- 島の園児、児童はスクールボートで加唐島に通学している。